# ديفيد رينيه دي روتشيلد
ديفيد رينيه دي روتشيلد (بالإنجليزية: David René de Rothschild)‏ (بالفرنسية: David de Rothschild)‏ هو مصرفي فرنسي وأمريكي، ولد في 15 ديسمبر 1942 في نيويورك في الولايات المتحدة.

## وصلات خارجية
- ديفيد رينيه دي روتشيلد على موقع مونزينجر (الألمانية)